# Cyclisme sur route aux Jeux olympiques d'été de 2020
Pour un article plus général, voir Cyclisme aux Jeux olympiques d'été de 2020.
Navigation
Rio de Janeiro 2016 Paris 2024
Les épreuves de cyclisme sur route des Jeux olympiques d'été de 2020 se déroulent entre le 24 et le 28 juillet 2020 à Tokyo et ses environs.

## Calendrier
| S | Séries/Tours préliminaires | ¼ | Quarts de finale | ½ | Demi-finales | F | Finale |

| Compétition ↓ / Date →  | Sam 24 | Dim 25 | Lun 26 | Mar 27 | Mer 28 |
| ----------------------- | ------ | ------ | ------ | ------ | ------ |
| Course en ligne hommes  | F      |        |        |        |        |
| Contre-la-montre hommes |        |        |        |        | F      |
| Course en ligne femmes  |        | F      |        |        |        |
| Contre-la-montre femmes |        |        |        |        | F      |

## Podiums
| Épreuve          | Médaille d'or, Jeux olympiques | Médaille d'argent, Jeux olympiques | Médaille de bronze, Jeux olympiques |
| Hommes           |                                |                                    |                                     |
| Course en ligne  | Richard Carapaz                | Wout van Aert                      | Tadej Pogačar                       |
| Contre-la-montre | Primož Roglič                  | Tom Dumoulin                       | Rohan Dennis                        |
| Femmes           |                                |                                    |                                     |
| Course en ligne  | Anna Kiesenhofer               | Annemiek van Vleuten               | Elisa Longo Borghini                |
| Contre-la-montre | Annemiek van Vleuten           | Marlen Reusser                     | Anna van der Breggen                |

## Tracé

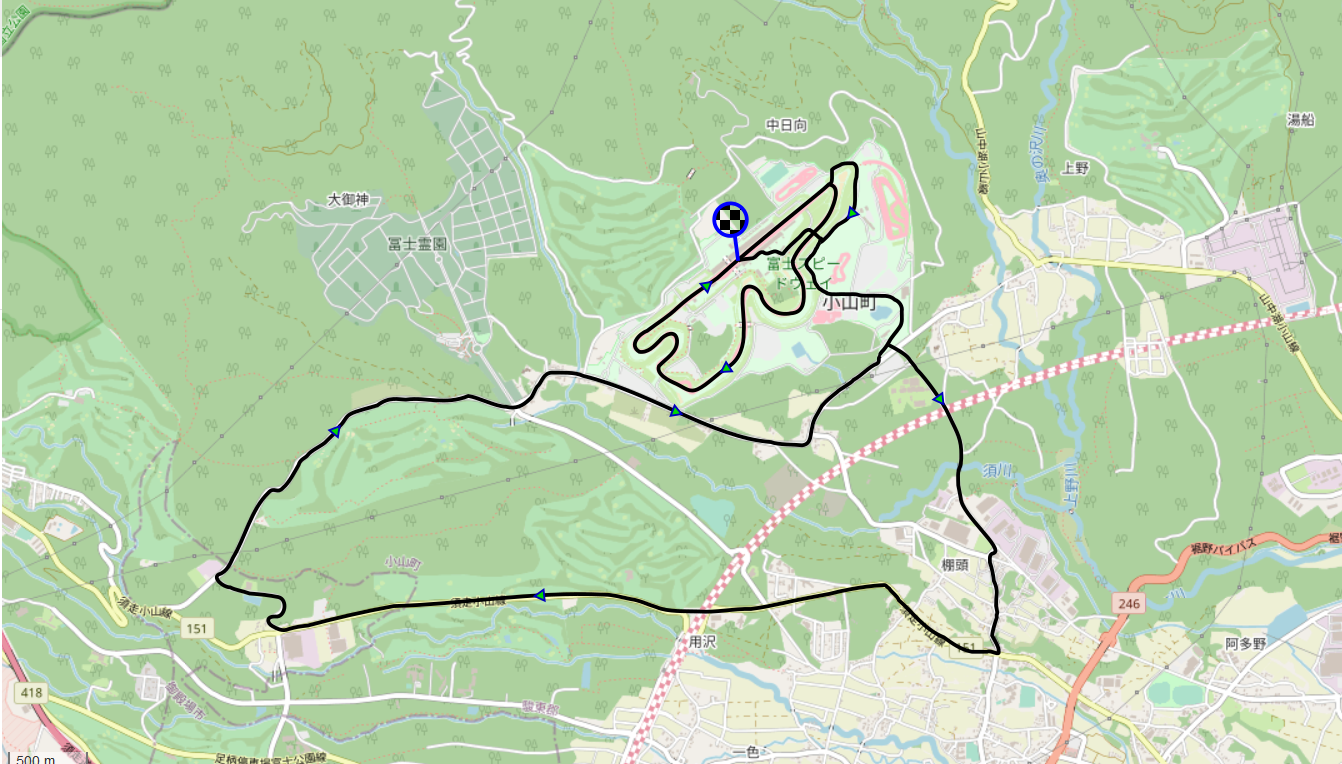
Tracé du contre-la-montre.

Le circuit contre la montre est long de 22,1 km : les hommes feront deux fois le tour contre un seul pour les femmes.
Les parcours des courses sur route hommes et femmes ont été dévoilés en août 2018. Les courses débuteront dans le parc Musashinonomori à Chofu, dans l'ouest de Tokyo, avec une arrivée sur le circuit Fuji Speedway dans la préfecture de Shizuoka. La course sur route masculine sera longue de 234 kilomètres avec un dénivelé total de 4 865 m. La course féminine couvrira 137 km avec un dénivelé total de 2 692 m.
La première partie des courses hommes et femmes est identique. Le parcours traversera d'abord la périphérie essentiellement plate de la zone métropolitaine de Tokyo. Après 80 km, il y aura une longue montée sur Doushi Road avec un dénivelé total de 1 000 m. Après avoir atteint le lac Yamanakako à Yamanashi et traversé le col de Kagosaka, il y aura une descente rapide de 15 km. À partir de là, les cours sont différents pour les hommes et les femmes.
Après la descente, la course des hommes se dirigera vers les pentes inférieures du mont Fuji, la plus haute montagne du Japon, où ils monteront une ascension longue de 14,3 km avec une pente moyenne de 6,0 %. Les coureurs se dirigeront ensuite vers la section Fuji Speedway, où ils franchiront la ligne d'arrivée à deux reprises avant d'entrer dans la dernière partie de la course, qui comprend le col Mikuni à environ 30 km de l'arrivée. Cette montée est de 6,8 km à une hauteur de 1 159 m avec une pente moyenne de 10,2 % incluant des sections atteignant 20 %. Après la montée, la course retournera au lac Yamanakako et au col de Kagosaka avant de se terminer sur le circuit Fuji Speedway.
La course féminine n'inclura pas les deux ascensions difficiles du mont Fuji et du col Mikuni. Au lieu de cela, la course restera sur le circuit Fuji Speedway, où les femmes effectueront 1,5 tour avant le franchissement final de la ligne d'arrivée.

## Résultats
Ci-après les résultats des huit premiers dans chaque course :
| Classement | Coureurs        | Temps           |
| ---------- | --------------- | --------------- |
| Or         | Richard Carapaz | 6 h 05 min 26 s |
| Argent     | Wout van Aert   | + 7 s           |
| Bronze     | Tadej Pogačar   | + 7 s           |
| 4          | Bauke Mollema   | + 7 s           |
| 5          | Michael Woods   | + 7 s           |
| 6          | Brandon McNulty | + 7 s           |
| 7          | David Gaudu     | + 7 s           |
| 8          | Rigoberto Urán  | + 7 s           |

| Classement | Coureuse             | Temps           |
| ---------- | -------------------- | --------------- |
| Or         | Anna Kiesenhofer     | 3 h 52 min 45 s |
| Argent     | Annemiek van Vleuten | + 1 min 15 s    |
| Bronze     | Elisa Longo Borghini | + 1 min 29 s    |
| 4          | Lotte Kopecky        | + 1 min 39 s    |
| 5          | Marianne Vos         | + 1 min 46 s    |
| 6          | Lisa Brennauer       | + 1 min 46 s    |
| 7          | Coryn Rivera         | + 1 min 46 s    |
| 8          | Marta Cavalli        | + 1 min 46 s    |

| Classement | Coureur        | Temps        |
| ---------- | -------------- | ------------ |
| Or         | Primož Roglič  | 55 min 04 s  |
| Argent     | Tom Dumoulin   | + 1 min 01 s |
| Bronze     | Rohan Dennis   | + 1 min 04 s |
| 4          | Stefan Küng    | + 1 min 04 s |
| 5          | Filippo Ganna  | + 1 min 05 s |
| 6          | Wout van Aert  | + 1 min 40 s |
| 7          | Kasper Asgreen | + 1 min 48 s |
| 8          | Rigoberto Urán | + 2 min 14 s |

| Classement | Coureuse             | Temps        |
| ---------- | -------------------- | ------------ |
| Or         | Annemiek van Vleuten | 30 min 13 s  |
| Argent     | Marlen Reusser       | + 56 s       |
| Bronze     | Anna van der Breggen | + 1 min 01 s |
| 4          | Grace Brown          | + 1 min 09 s |
| 5          | Amber Neben          | + 1 min 13 s |
| 6          | Lisa Brennauer       | + 1 min 57 s |
| 7          | Chloé Dygert         | + 2 min 16 s |
| 8          | Ashleigh Moolmann    | + 2 min 24 s |

## Tableau des médailles
- Pays organisateur (Japon)

| Rang  | Nation    | Or | Argent | Bronze | Total |
| ----- | --------- | -- | ------ | ------ | ----- |
| 1     | Pays-Bas  | 1  | 2      | 1      | 4     |
| 2     | Slovénie  | 1  | 0      | 1      | 2     |
| 3     | Autriche  | 1  | 0      | 0      | 1     |
| 3     | Équateur  | 1  | 0      | 0      | 1     |
| 5     | Belgique  | 0  | 1      | 0      | 1     |
| 5     | Suisse    | 0  | 1      | 0      | 1     |
| 7     | Australie | 0  | 0      | 1      | 1     |
| 7     | Italie    | 0  | 0      | 1      | 1     |
| Total | Total     | 4  | 4      | 4      | 12    |